# هارلم (نیویورک)

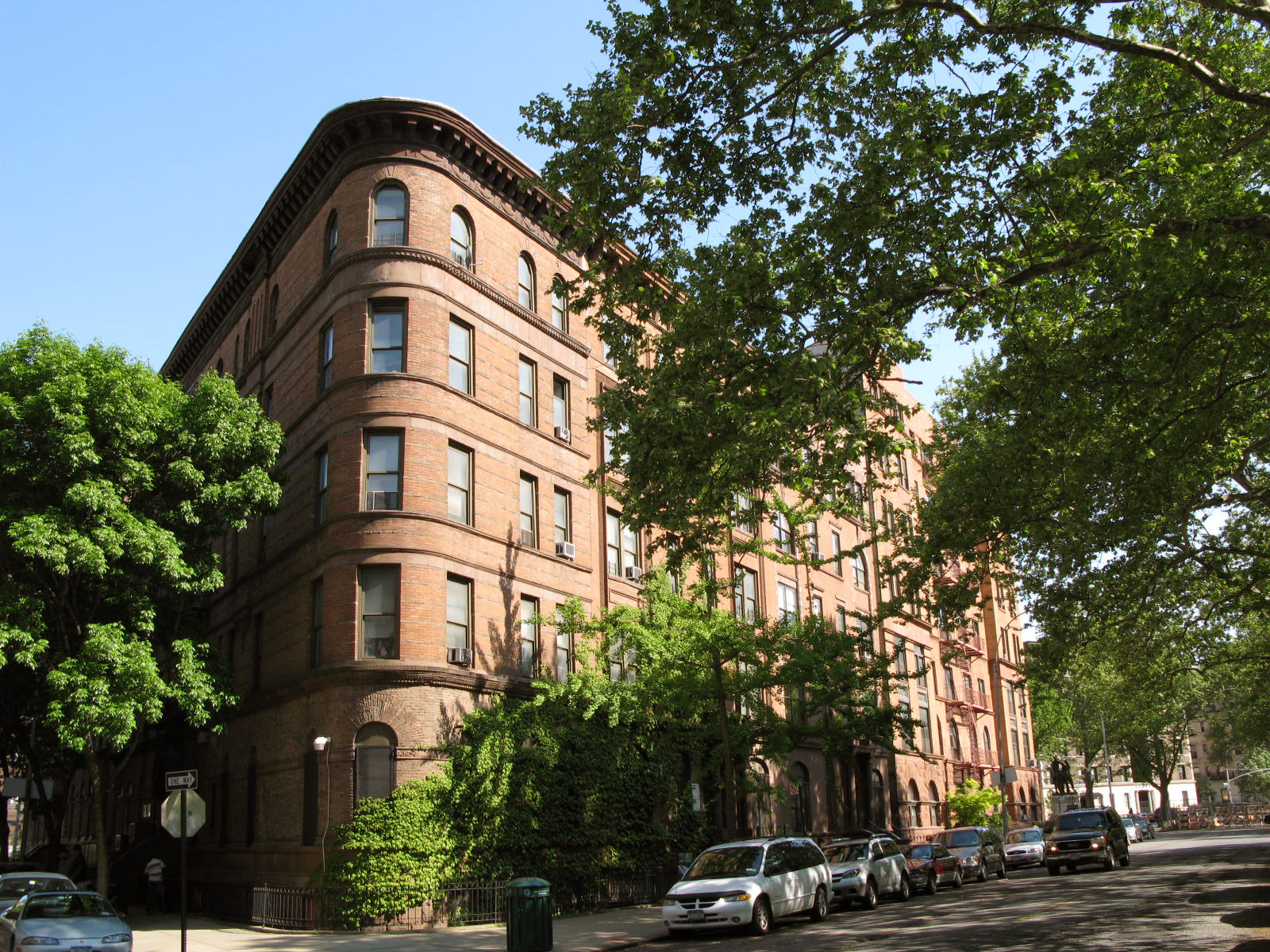

هارلم (به انگلیسی: Harlem) یکی از محلات شهر نیویورک است. این شهر بین شمال خیابان نود و ششم  و واشینگتن هایتس قرار دارد. با این حال فضا به طور غیررسمی توسط خیابان صد و دهم  به سمت جنوب و خیابان  صد و پنچاه و پنجم به سمت شمال محدود می شود. هارلم در طول تاریخ نیویورک نقش عمده ای داشته است: در اوایل قرن بیستم، جنبش رنسانس هارلم نیویورک را به کانون اصلی فرهنگ آفریقایی-آمریکایی بدل کرد؛ پس از آن، این محله به یکی از مراکز مبارزه برای حقوق مدنی برابر تبدیل شد، چون هارلم از دیرباز و امروز نیز محل تمرکز و تجمع آمریکایی های آفریقایی تبار بوده و هست. هارلم پس از چندین دهه بحران و لجام گسیختگی، اکنون در حال تبدیل شدن به محله ای پویا و جذاب است، در حالی که در گذشته محله ای گتو یهودی نشین محسوب می شد که جرم و جنایت درست چند سال پیش در آن بالا بود. این واقعیت که بیل کلینتون برای راه اندازی دفاترش این محله را انتخاب کرده است، نشان دهنده این تحول شهری است و تمایل به تبدیل شدن آن به یکی از مراکز جذاب نیویورک را نشان می دهد.

## تاریخچه
پیشینه تاریخی
در زمان های پیش کلمبیایی، جزیره منهتن محل زندگی سرخ پوستان لناپه (که «دلاور» نیز نامیده می شوند) بود که با کشاورزی، ماهیگیری و شکار زندگی خود را می گذرانند. در اوایل قرن هفدهم، این قبایل به تجارت خز با اروپایی ها مشغول شدند. کاپیتان هنری هادسون که در حال قایقرانی برای استان های متحد بود، در ۱۱ سپتامبر ۱۶۰۹ به سمت شمال منهتن حرکت کرد. اولین سکونتگاه هلندی در جنوب این جزیره ساخته شد: در سال ۱۶۲۶ توسط پیر مینویت، به مبلغ ۲۴ دلار از بومیان سرخ پوست خریداری شد.
محله مسکونی و شهری
در سال ۱۸۷۳ هارلم به شهر نیویورک پیوست؛ این الحاق با موج اول ساخت و سازهای پیش بینی شده همراه بود. ورود متروی هوایی از سال ۱۸۸۰ روابط با مرکز شهر را بیشتر به سمت جنوب تقویت کرد و باعث شهرنشینی سریع هارلم شد. توسعه دهندگان و ساخت و ساز کنندگان به ساختمان سازی رو آوردند و به ترقی و رشد نرخ خانه در این محله امید بستند. عمارت های زیبا، سنگ های قهوه ای معروف، در منطقه پارک مارکوس گاروی ساخته شد و شهرنشینان پولدار نیویورکی را  به خود جلب کرد. آپارتمان های دادگاه گراهام در سال های ۱۸۹۸ تا ۱۹۰۱ در خیابان هفتم ساخته شدند. هارلم همچنین امکانات ورزشی (زمین های پولو۶) و امکانات فرهنگی (سالن اپرای هارلم) را خریداری کرد.